# Type 4 Ke-Nu
Il Type 4 Ke-Nu è stato un carro armato leggero in forza all'esercito imperiale del Giappone nell'ultimo anno della seconda guerra mondiale.

## Storia

### Sviluppo
A seguito della Battaglia di Khalkhin Gol ai giapponesi fu chiaro che il cannone Type 97 da 57 mm lungo neppure 20 calibri che equipaggiava il Type 97 Chi-Ha, principale carro medio dell'esercito nipponico, era inutile nel contrastare altri mezzi corazzati: perciò fu progettata una nuova torretta armata di un pezzo da 47 mm con la volata più lunga. L'installazione del nuovo equipaggiamento lasciò diverse decine di torrette del vecchio tipo inutilizzate e superflue: nel 1942 fu deciso di montarle sullo scafo del carro leggero Type 95 Ha-Go, armato di un cannone corto da 37 mm, per incrementarne le capacità di supporto fanteria.

### Produzione
I processi di riconversione iniziarono durante il 1942 e continuarono a lento ritmo fin verso il termine della guerra, totalizzando circa 100 esemplari.

### Impiego operativo
La maggior parte rimase in Giappone per contrastare gli sbarchi statunitensi che si sapeva essere in gestazione, ma poiché la resa giunse nell'agosto 1945 i Type 4 non combatterono mai i carri armati alleati. Un piccolo gruppo però, inviato sul continente, ebbe modo di scendere in campo contro le forze corazzate sovietiche in Manciuria e Corea, dimostrando come il Type 4 fosse nettamente obsoleto.

## Caratteristiche
Il Type 4 Ke-Nu riteneva tutte le componenti meccaniche originali del Type 95: il motore situato nel vano posteriore era il Mitsubishi NVD 6120 a 6 cilindri in linea, erogante 120 hp a 1.800 giri al minuto; l'apparato era alimentato a gasolio, contenuto in un serbatoio da 164 litri, e garantiva un'autonomia di 250 chilometri. Il consumo si attestava sui 66 litri ogni 100 chilometri percorsi su strada asfaltata. Il treno di rotolamento non subì modifiche e contava quattro doppie ruote portanti, due doppi rulli superiori, una ruota motrice doppia anteriore e una di rinvio doppia posta in fondo; le ruote erano accoppiate mediante due carrelli vincolati a due bracci oscillanti longitudinali: questi condividevano una grossa molla elicoidale che era preposta ad assorbire gli urti durante la marcia. I cingoli larghi 250 mm erano composti ciascuno da 98 maglie con una guida a dente centrale, atta a impedire lo scingolamento.
Lo scafo era protetto da corazzature spesse 12 mm sul muso e 9 mm sulla sezione frontale, più inclinata; i fianchi verticali misuravano 12 mm e il retro aveva piastre spesse 6 e 12 mm. La sovrastruttura presentava corazze da 12 mm su tutti i lati tranne nel retro, dove era assente. Le protezioni più robuste si trovavano nella torretta, in particolare sul davanti dove raggiungevano i 35 mm, mentre i fianchi e il retro le avevano da 26 mm; le piastre erano verticali o poco inclinate. La torretta, sede del comandante, ospitava un cannone Type 97 da 57 mm con un alzo compreso tra i -15° e i +20°, eseguibile manualmente; quest'arma però, dalla lunghezza di soli 18,5 calibri, a causa della modesta velocità alla bocca di 420 m/s non era efficace nella perforazione di piastre corazzate. Su un supporto a sfera ricavato 120° sulla destra del pezzo era installata una mitragliatrice Type 97 da 7,7 mm; un'altra Type 97, utilizzata da un mitragliere addetto, era invece posta in casamatta alla sinistra della postazione del pilota, la cui guida avveniva mediante due leve direzionali e l'impiego di frizione e freno.
Il Type 4 Ke-Nu era dunque molto simile alla sua base derivativa, ma pesava 8,4 tonnellate ed era alto 2 metri: l'aumento di mole si riflesse negativamente sulla velocità che calò a 40 km/h mentre la mobilità rimase nella media, potendo il carro superare trincee larghe 2 metri, guadi profondi 1 metro e ostacoli verticali da 0,60 metri; la pendenza gestibile era compresa tra i 30° e i 40°.